# 苹果酸脱氢酶 (NADP+)
苹果酸脱氢酶 (NADP+)（EC 1.1.1.82 （页面存档备份，存于））是一种以NAD+或NADP+为受体、作用于供体CH-OH基团上的氧化还原酶。这种酶能催化以下酶促反应：
(S)-苹果酸 + NADP+ {\displaystyle \rightleftharpoons } 草酰乙酸 + NADPH + H+
苹果酸脱氢酶 (NADP+)主要参与丙酮酸的代谢过程以及固碳作用。这种酶可被光激活，且至少拥有一种效应剂（effector）。